# Ton Kalle
Ton Kalle (Terneuzen, 23 december 1955) is een Nederlandse beeldhouwer.

## Leven en werk
Kalle volgde zijn opleiding aan de Academie voor Beeldende Vorming in Amersfoort. Als steenbeeldhouwer heeft hij een voorkeur voor het werken met graniet, een harde steensoort. Zijn sculpturen zijn op veel plaatsen in de wereld tentoongesteld of permanent geplaatst.

## Werken (selectie)
- Any way the wind blows voor Nieuwendammerdijk, Amsterdam (2010)
- De Gewichtheffer en het Drents Onderonsje (nabij Bronneger en De Kiel) (2008)
- De grote beer, in Voorburg (2007)
- Tulpe aus Amsterdam, in Kanzem (Rijnland-Palts) (2007)
- Herinneringsmonument voor Karin Adelmund, De Nieuwe Ooster in Amsterdam (2007)
- Looking for Venus, Aswan (Egypte) (2005)
- Watching the river flow (Zuid-Korea) (2004)
- So What, Beeldenpark Zwijndrecht in Zwijndrecht (2004)
- Don't be afraid in the dark in Büdelsdorf (Sleeswijk-Holstein) (2004)
- The Well (Floriade 2002)
- De Glimlach van een Ster
- Bij heldere hemel ziet men op de Nieuwendammerdijk, Amsterdam (1998)
- It came out of the sky, Beetzlaan in Soest (1998)
- Go that way, BovenIJ Ziekenhuis in Amsterdam (1990)
- Granietblokken Jacoba van Tongerenbrug, Jacoba van Tongerenbrug in Amsterdam (1987)

## Fotogalerij

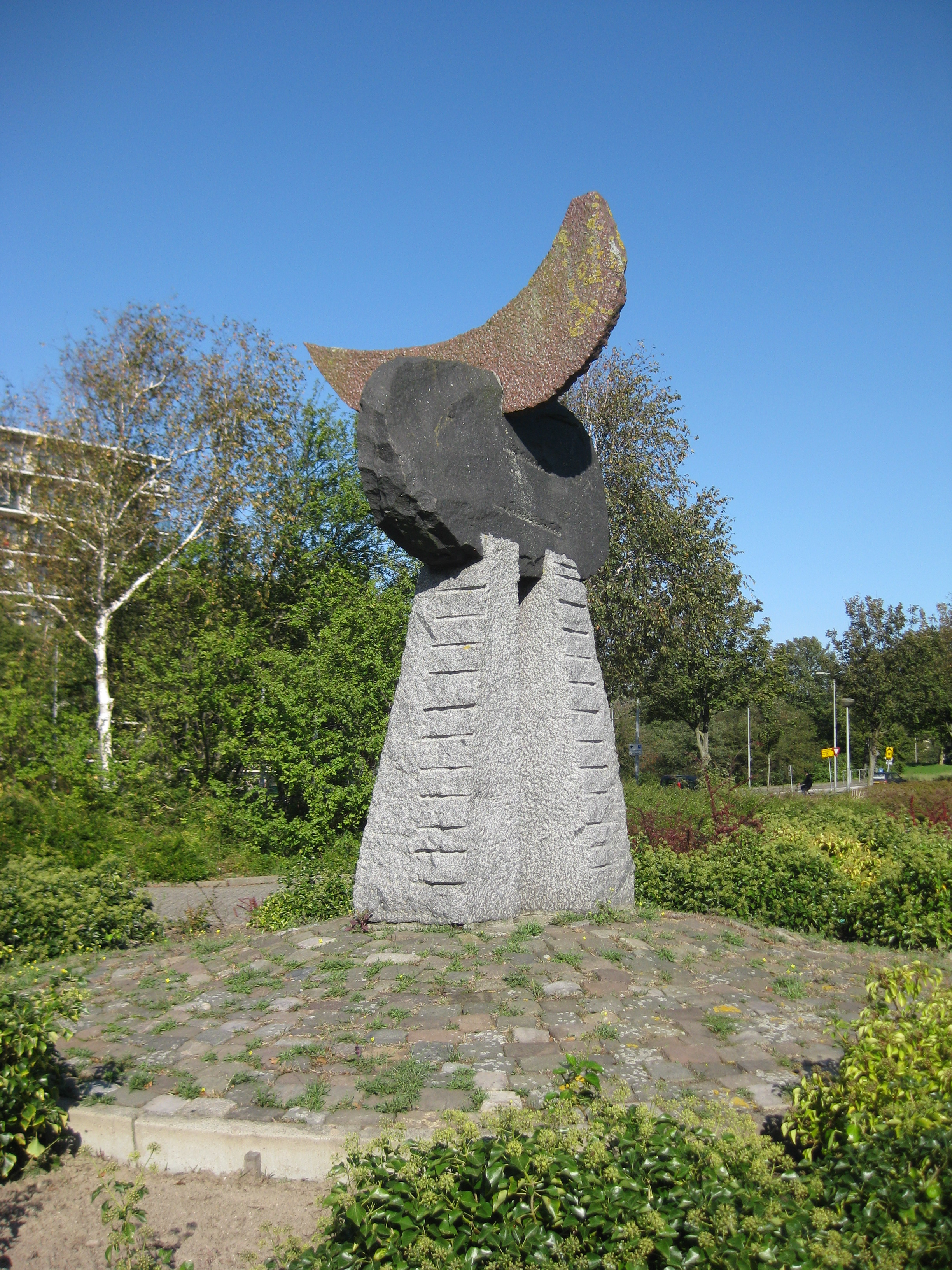
Go that way (1990)
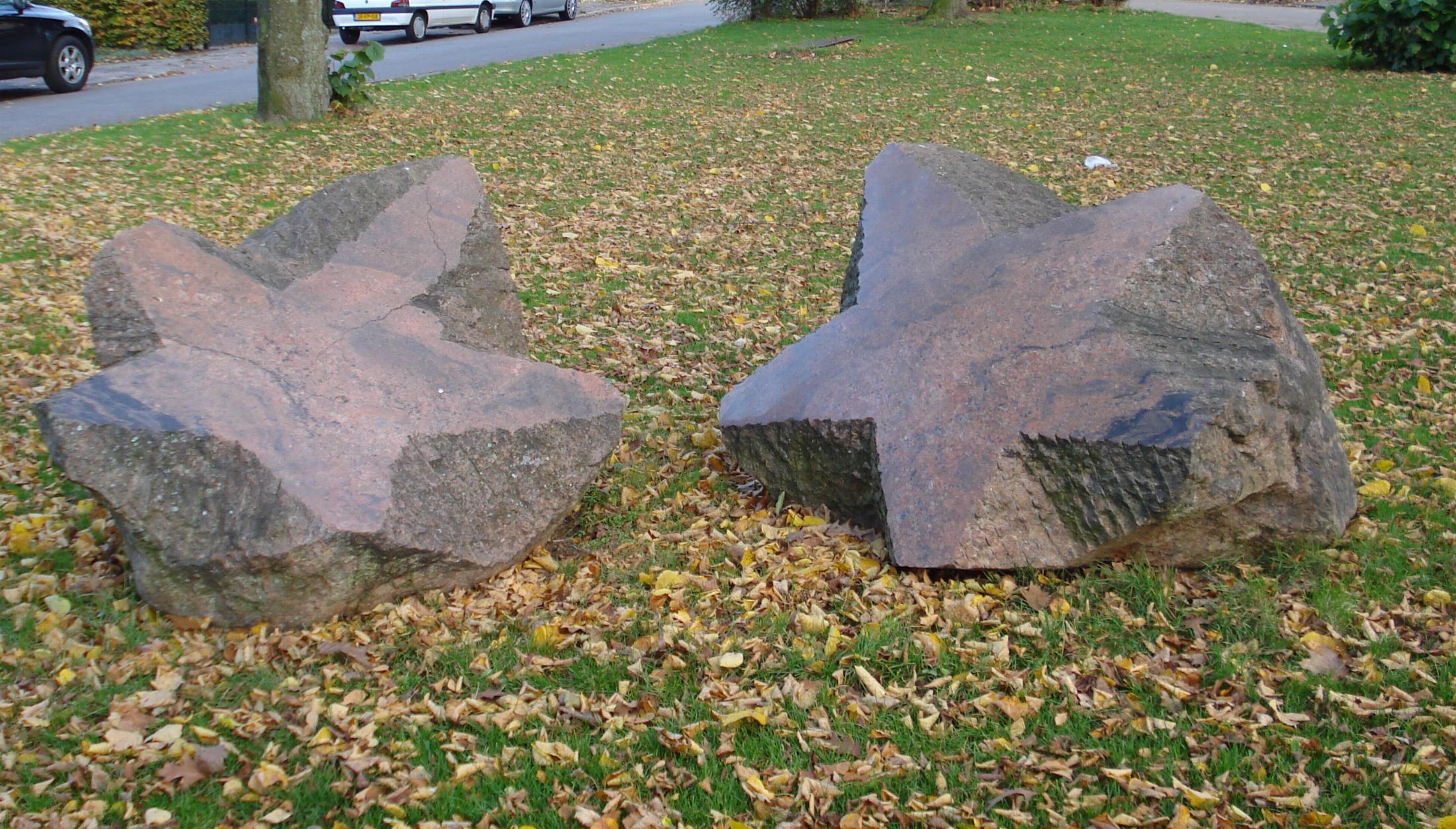
It came out of the sky (1998)
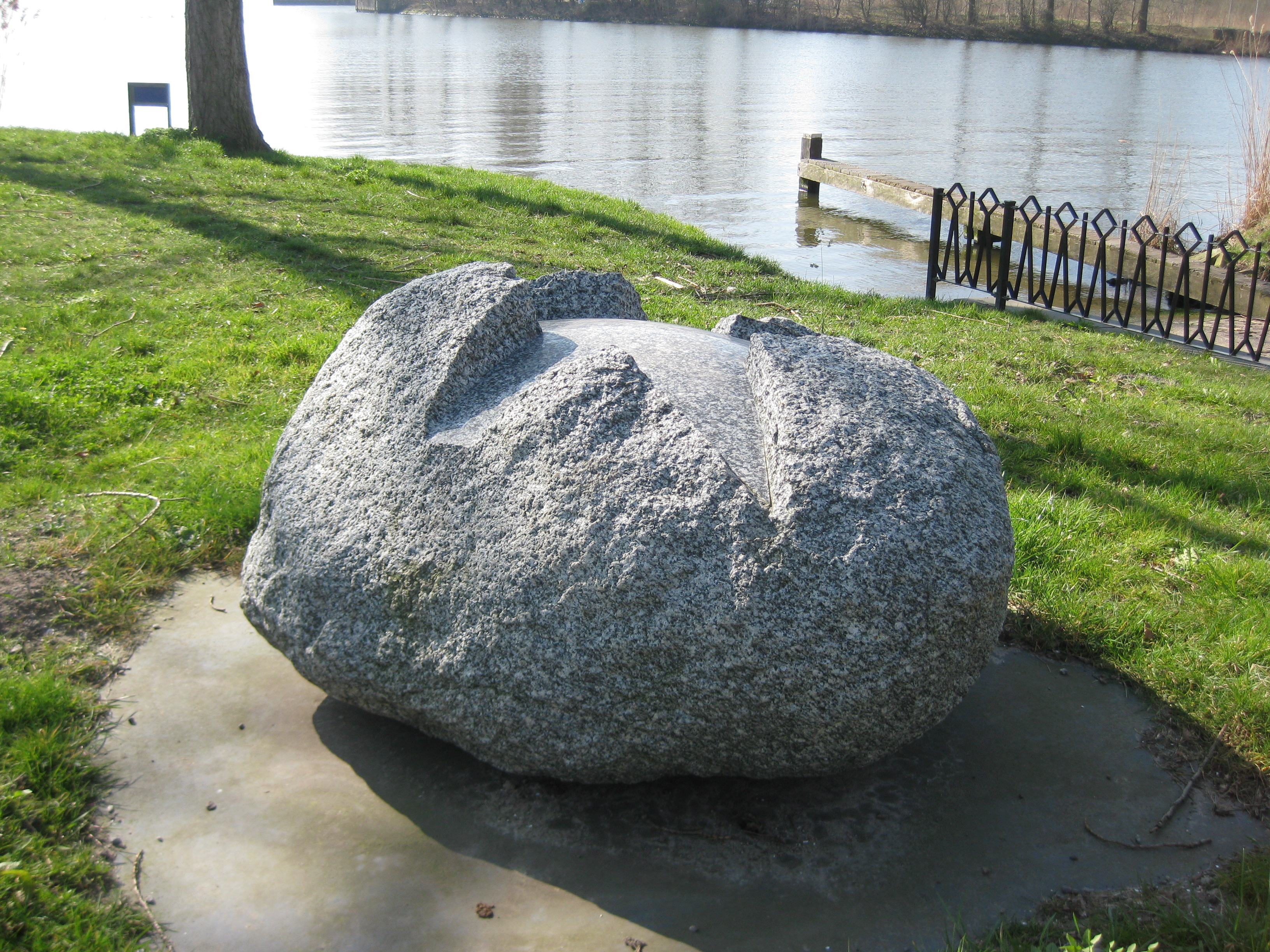
Bij heldere hemel ziet men (1998)
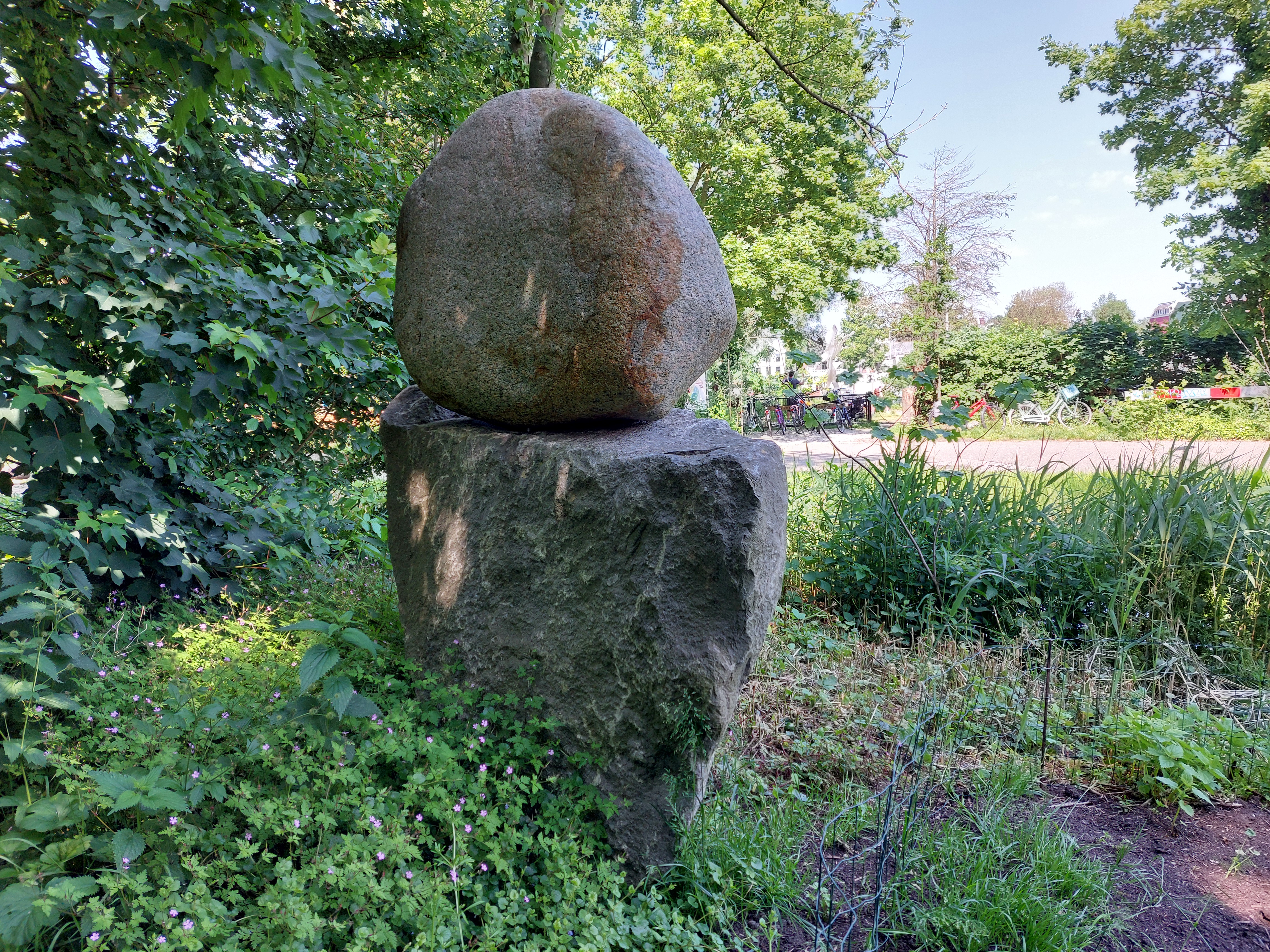
De Wachter (2000)
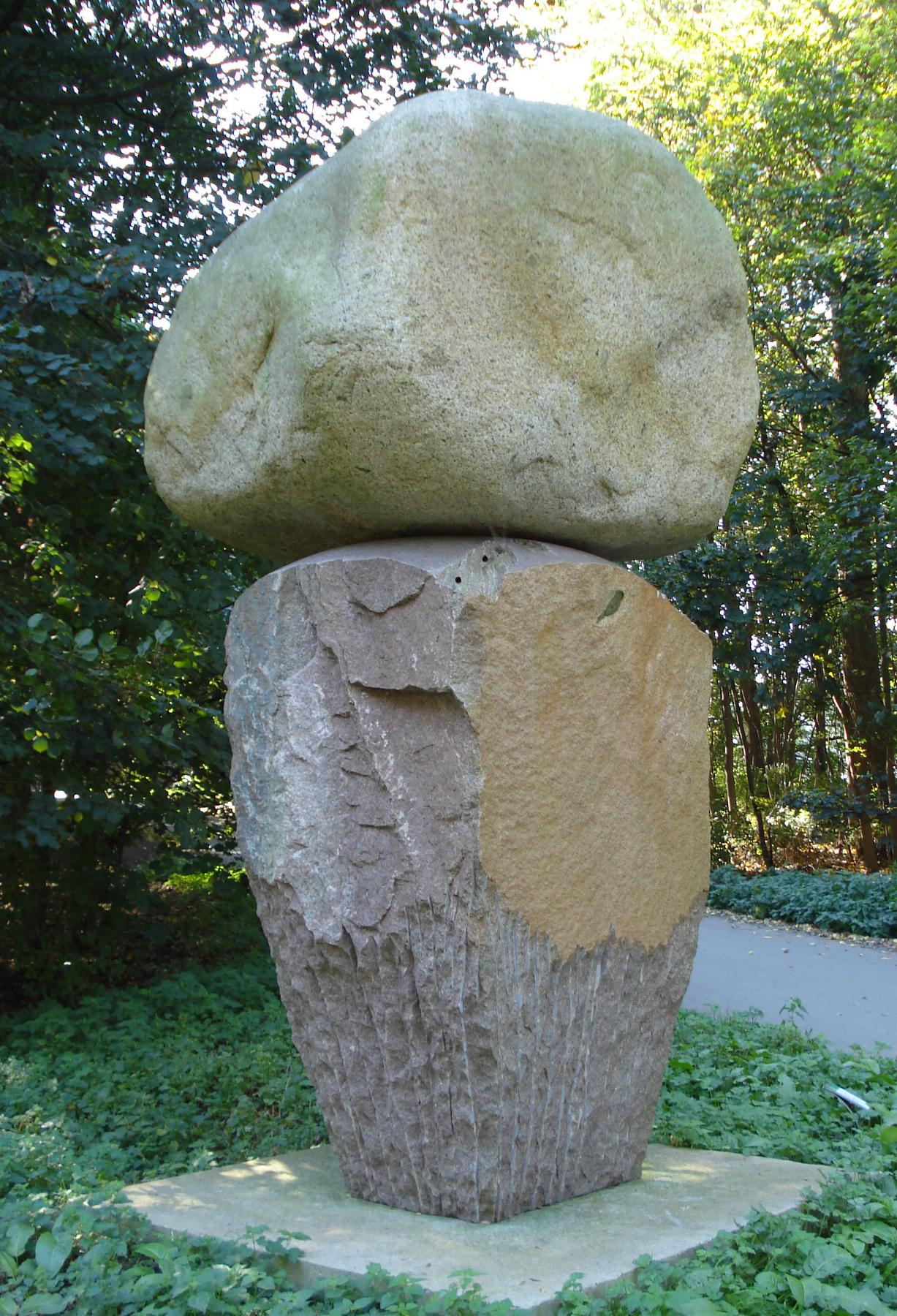
So What (2004)
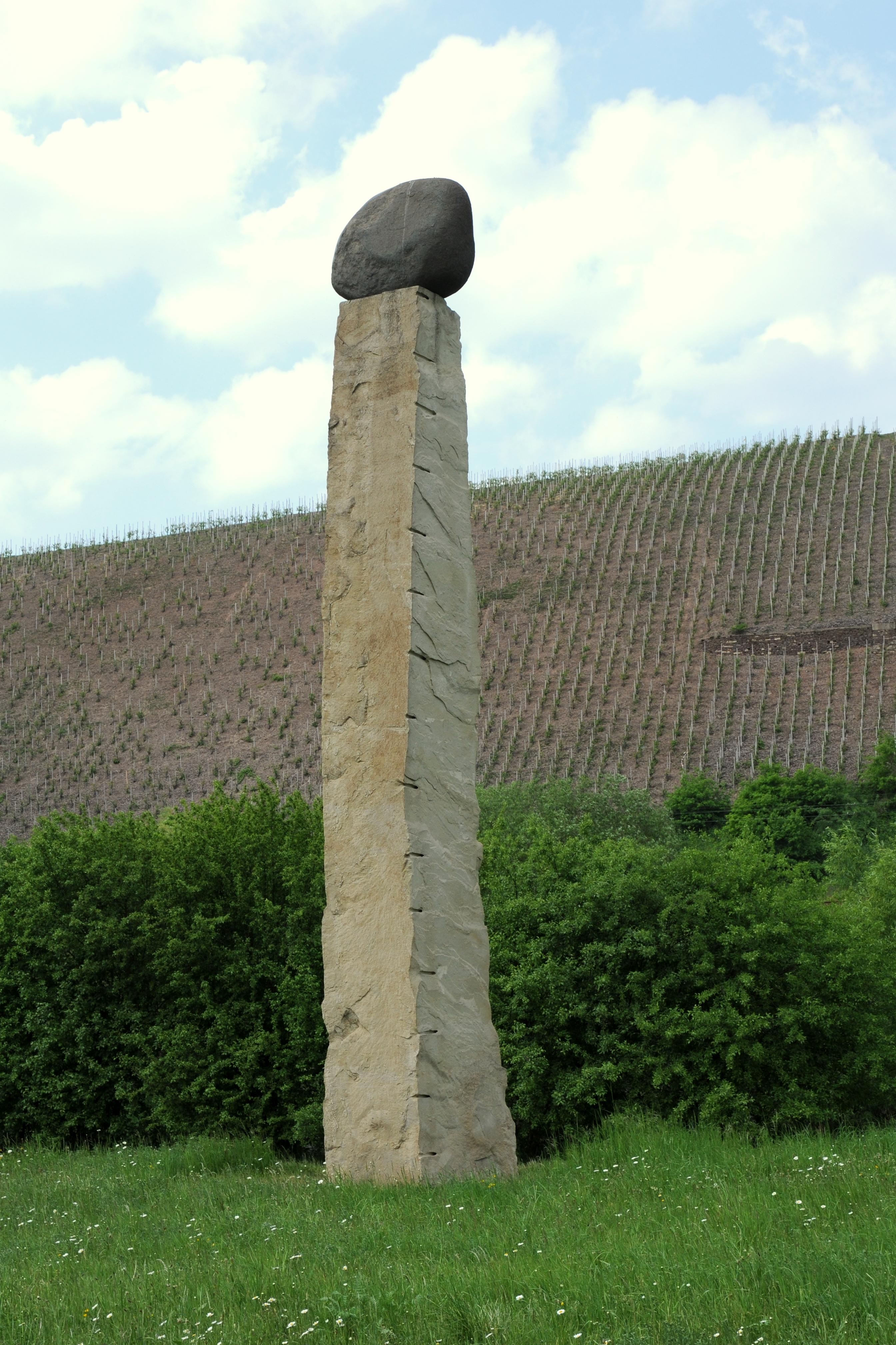
Tulpe aus Amsterdam (2007)
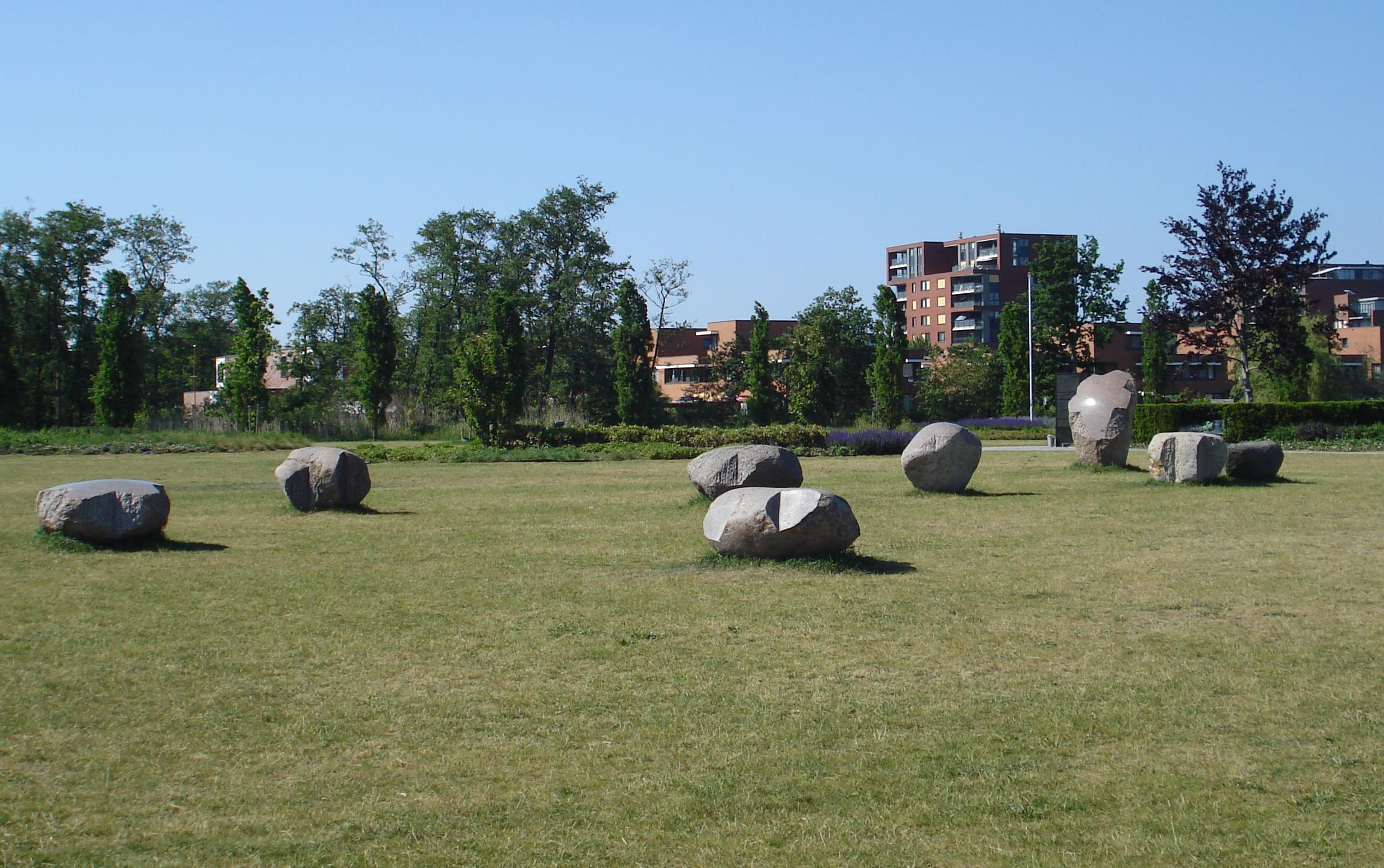
De grote beer (2007)
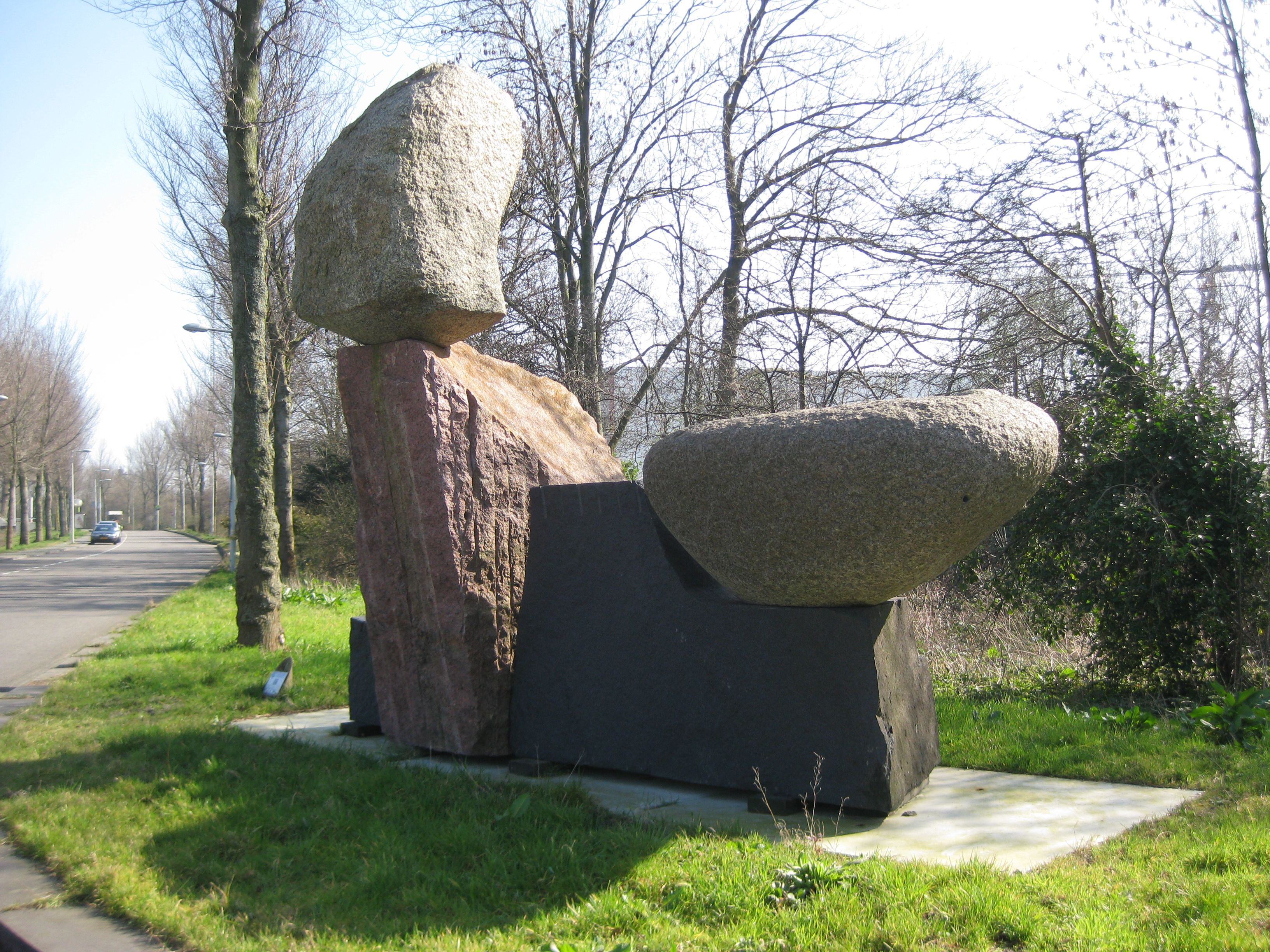
Any way the wind blows (2010)
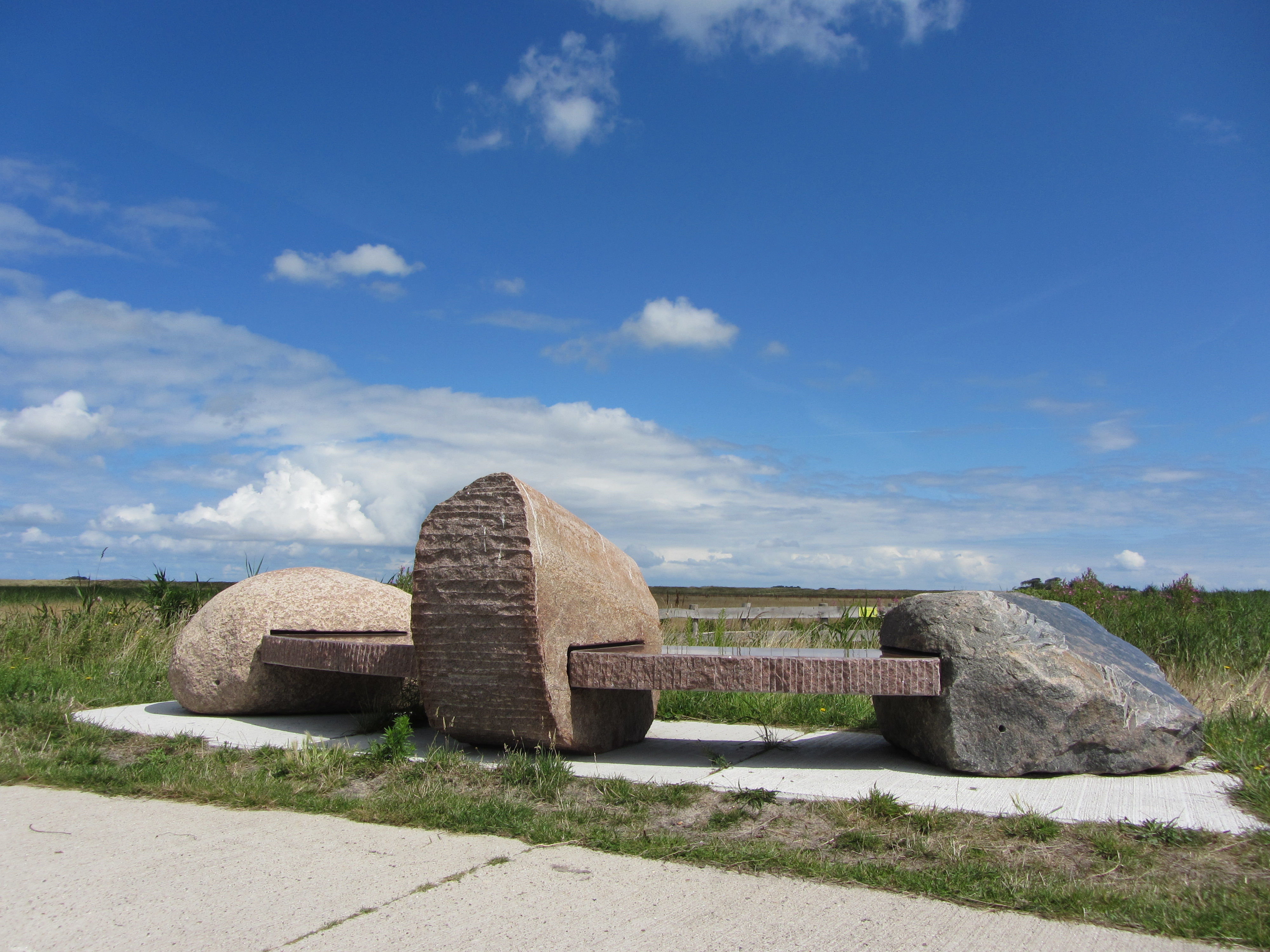
Heb jij die vogel gezien (2022, onthuld 2023)
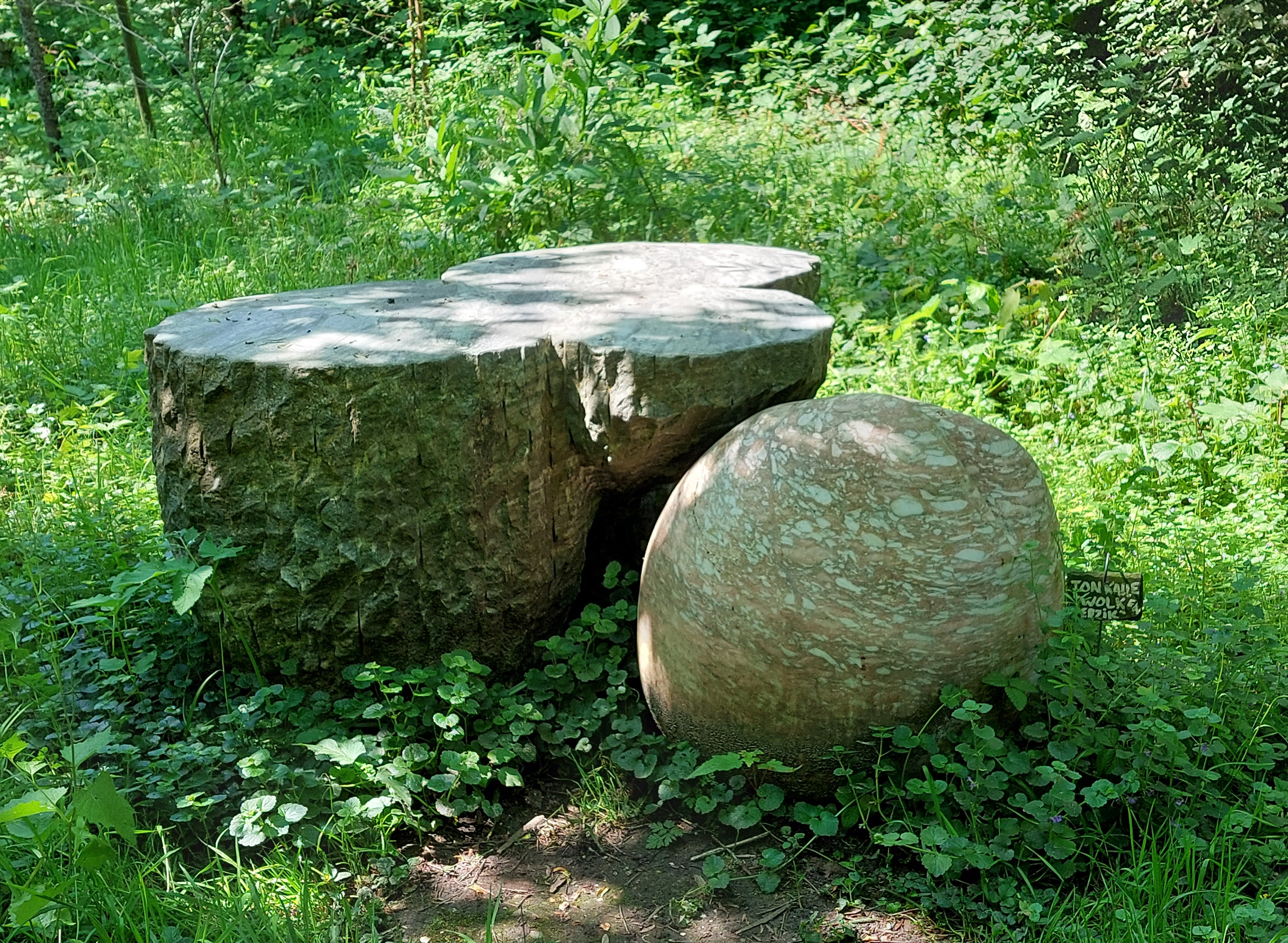
The cloud and the peach